# Marinus und Asterius
Marinus und Asterius († um 262) waren christliche Heiligengefährten des 3. Jahrhunderts; sie starben der Legende nach in Caesarea, Palästina.

## Legende
Marinus war ein angesehener Soldat im kaiserlich-römischen Heer in Palästina. Wegen seiner Karriere wurde er beneidet und bei seinem obersten Vorgesetzten angeschwärzt: Er sei ein Christ und spräche nur mit Verachtung von den römischen Göttern. Der Oberst ließ Marinus zu sich rufen, der sich freimütig zu seinem Glauben bekannte, und forderte ihn binnen drei Stunden zum Abfall vom Glauben auf. Marinus wandte sich daraufhin an den Bischof Theotechnus und bat ihn um Rat. Dieser führte ihn in die Kirche, zeigte ihm ein Schwert und ein Evangelium und forderte ihn auf zu wählen. Ohne Zögern nahm Marinus das Evangelium. Im öffentlichen Verhör erklärte er, dass er lieber tausendmal sterben, als seinen Herrn Jesus verleugnen wolle. Daraufhin wurde er gefoltert und enthauptet.
Bei der Hinrichtung war Asterius, ein reicher Ratsherr aus Cäsarea, zugegen; dieser bedeckte den Leichnam des Marinus mit seinem Mantel. Anschließend trug er den Märtyrer in sein Haus und bestattete ihn. Noch am selben Tag wurde er vor Gericht geführt, wo er sich zu seinem Glauben bekannte. Auch er erlitt den Märtyrertod.

## Verehrung
Da es mehrere Heilige gleichen Namens gibt, ist eine eindeutige Unterscheidung schwierig. Im Südwesten Frankreichs gibt es mehrere Kirchen und Orte mit Namen Saint-Astier, deren Patrozinium aber auf einen wundertätigen Einsiedler des 6. Jahrhunderts zurückgeführt wird.

## Darstellung
Von beiden Heiligen sind keine mittelalterlichen oder neuzeitlichen Darstellungen bekannt.